# Khitrovka. Znak tjetýrjokh
Khitrovka. Znak tjetýrjokh (russisk: Хитровка. Знак четырёх) er en russisk spillefilm fra 2023 af Karen Sjakhnazarov.

## Medvirkende
- Konstantin Krjukov som Stanislavskij
- Aleksander Olesjko som Nemirovitj-Dantjenko
- Mikhail Poretjenkov som Giljarovskij
- Ivan Kolesnikov som Tjekhov
- Aleksej Vertkov
- Anfisa Tjernýkh som Ksenija Andrejeva
- Boris Kamorzin som Testov